# Jeff Carter (hockeista su ghiaccio)
Jeff Carter (London, 1º gennaio 1985) è un hockeista su ghiaccio canadese, che gioca per i Pittsburgh Penguins, squadra di hockey su ghiaccio della National Hockey League..

## Palmarès

### Club
- Stanley Cup: 2

Los Angeles: 2011-2012, 2013-2014
- Calder Cup: 1

Philadelphia: 2004-2005

### Nazionale
- Giochi olimpici: 1

Soči 2014
- Campionato mondiale di hockey su ghiaccio Under-20: 1

Stati Uniti 2005
- Campionato mondiale di hockey su ghiaccio Under-18: 1

Russia 2003